# Passion (musikværk)
 For alternative betydninger, se Passion. (Se også artikler, som begynder med Passion)
En passion i musikhistorisk sammenhæng er et værk, der sætter Jesu Kristi lidelseshistorie i musik. Normalt er en passion baseret på et af de fire evangeliers version af lidelseshistorien, og en evangelist synger evangelieteksten, mens solister og kor synger de forskellige involverede personers (Jesus, Peter, Pilatus osv.) direkte tale. Ind imellem evangelieafsnittene kan der forekomme arier, koraler og lignende, som kommenterer handlingen.

## Historie
Der findes specielle gregorianske recitationstoner for passionsberetningerne. I modsætning til de almindelige evangelielæsninger, som synges af præsten alene, blev passionerne ofte opført som vekselsang, så koret sang de afsnit, der angav direkte tale.
I renæssancen blev der skrevet flerstemmige passioner.
Traditionelt blev passionerne opført a capella, da man ikke anså det for passende at bruge instrumenter i passionstiden. I Bachs passioner er der dog anvendt orkester.
I den klassiske og romantiske periode blev der ikke skrevet nogen kendte passioner, heller ikke efter at Felix Mendelssohn med stor succes genopførte Bachs Matthæuspassion i 1829.
Først i nyere tid er der igen skrevet passioner.

## Kendte eksempler på passioner
- Heinrich Schütz: Matthæuspassion (og andre)
- Johann Sebastian Bach: Matthæuspassionen og Johannespassionen
- Krzysztof Penderecki: Lukaspassion
- Arvo Pärt: Passio (Johannespassion)

| Musik | Spire Denne musikartikel er en spire som bør udbygges. Du er velkommen til at hjælpe Wikipedia ved at udvide den. |